# Alfredo Maia
Alfredo Eugênio de Almeida Maia (Cabo Frio, 12 de outubro de 1856 — Montreux, 19 de março de 1915) foi um engenheiro civil e político brasileiro. 

## Biografia
Era filho de Domingos de Oliveira Maia e Maria José de Almeida Maia.
Estou no colégio Kopke de Petrópolis e colégio São Bento (Rio de Janeiro).
Em 1876 formou-se bacharel em matemática, ciência física e natural, pela Escola Politécnica do Rio de Janeiro (sucessora da Escola Central do Rio de Janeiro).
Em 1878 concluiu estudos de engenharia civil na Universidade de Gante na Bélgica.
Em 1879 voltou ao Brasil. Trabalhou na Estrada de Ferro Dom Pedro II, que após 1889 passou a se chamar Central do Brasil. Trabalhou na Estrada de Ferro São Paulo e Rio de Janeiro que conectava com a Dom Pedro II em Cachoeira Paulista.

### Secretário de Agricultura e Obras Públicas (1891)
Em dezembro de 1891 foi nomeado secretário de Agricultura e Obras Públicas. Serviu por oito meses durante o governo de José Alves de Cerqueira César. Sua gestão enfatizou o saneamento de São Paulo e de Santos.
Em 1892 voltou ao Rio de Janeiro para trabalhar com exportação de café.
Em abril de 1899 foi nomeado para ser diretor da Estrada de Ferro Central do Brasil, substituindo Francisco Pereira Passos.

### Ministro da Indústria e Obras Públicas (1900-1902)
Em janeiro de 1900 foi nomeado ministro da Indústria, Viação e Obras Públicas no governo Campos Sales.
Em 1901 trabalhou para salvar as estradas de ferro de capitais estrangeiros. O governo obteve um empréstimo de quatorze milhões de libras esterlinas em julho de 1901. Alfredo autorizou a Great Western of Brazil Railway a controlar a malha ferroviária do nordeste.
Em março de 1902 deixou a pasta por conta de controvérsias com a Estrada de Ferro Sorocabana.

### Sorocabana Railway Company
Em janeiro de 1903 foi nomeado superintendente da Estrada de Ferro Sorocabana pelo governo de Rodrigues Alves.
Administrou essa empresa, fruto da união da Estrada de Ferro Sorocabana e Estrada de Ferro Ituana até 1905 quando foi comprada pelo estado de São Paulo.
Em 1907, quando essa empresa foi arrendada pela Brazilian Railway de Percival Farquhar, Alfredo se tornou vice-presidente da Sorocabana Railway Company.

### Lightde São Paulo eLightdo Rio de Janeiro (1907-1915)
Em 1907 Alfredo fez parte da diretoria da Light de São Paulo e da Light do Rio de Janeiro.
Ajudou Percival Farquhar, da Light do Rio de Janeiro, no confronto desse com os sócios Eduardo P. Guinle e Cândido Gaffrée.
Em 1908 encomendou de Rui Barbosa um trabalho jurídico sobre o monopólio da Light do Rio de Janeiro na capital federal.
Em novembro de 1912, defendeu publicamente a Light de São Paulo no seu processo contra a Companhia Docas de Santos, de Guinle e Gaffrée, defendida por Alberto de Faria, sobre cobranças do porto.

### Morte
Faleceu em 20 de março de 1915 em Montreux, Suíça, onde fazia tratamento de saúde.
Foi sepultado no cemitério do Montparnasse em Paris.

## Homenagens
Em sua homenagem as estradas de Ferro Sorocabana e Central do Brasil batizaram duas estações com seu nome:
- Alfredo Maia,[3] aberta em 10 de maio de 1905, localizada no quilômetro 19 da linha auxiliar da EFCB
- Engenheiro Maia,[4] aberta em 1 de março de 1909, localizada no quilômetro 369 do então ramal de Itararé da Sorocabana, que Alfredo Maia retomou em sua administração.

Na capital paulista, uma estátua em sua homenagem foi erguida na praça Júlio Prestes, em frente à estação de mesmo nome. Na placa do monumento está grafada uma frase atribuída ao engenheiro: "O homem passa, as conquistas do progresso ficam".